# Aotea Conservation Park
Der Aotea Conservation Park ist ein Naturschutzpark auf der Insel Great Barrier Island, die zum Gebiet der Nordinsel von Neuseeland gezählt wird. Der Park untersteht dem Department of Conservation.

## Namensherkunft
Aotea ist das angestammte Land der Ngāti Rehua, Hapū der Ngāti Wai und der südöstliche Punkt Landes der Ngāti Wai. Der Name ist dem Aotea Waka, dem Kanu, mit dem einst um 1350 ein Teil der Māori Neuseeland erreichten, entlehnt. In der Tradition dieser Mythologie bekam die Insel Great Barrier Island ihren Māori-Namen und wurde auch der Conservation Park benannt.

## Geographie
Der Aotea Conservation Park, der sich auf der 85 km nordöstlich vom Stadtzentrum von Auckland entfernten Insel Great Barrier Island befindet, deckt mit seiner Größe von 12.282 Hektar rund 43 % der Fläche der Insel ab. Der Conservation Park besteht aus elf Einzelflächen, von der die größte Fläche eine Längenausdehnung von 23 km von der Nordspitze nach Süden besitzt und an der breitesten Stelle sich über rund 10 km ausdehnt. Die nächstgrößere Einzelfläche befindet sich mit dem Feuchtgebiet um die Lagune des Whangapoua Estuary und die restliche kleineren Flächen auf dem südlichen Teil der Insel verteilt.
Administrativ zählt die Insel mit dem Park zum Auckland Council.

## Geschichte
Im August 2013 legte die Umweltkommissarin des neuseeländischen Parlamentes ein Bericht zu der Situation des Naturschutzes auf Great Barrier Island dem Parlament vor. Die Parlamentarierin Nikki Kaye der New Zealand National Party nahm daraufhin den Bericht zum Anlass, im September den Antrag zustellen, das 18 Blöcke umfassende Land, das im Besitz der öffentlichen Hand war, unter Naturschutz zu stellen. Die Ministerin für Naturschutz leitete noch im Oktober eine förmliche Untersuchung zu dem Vorschlag ein und stellte noch im Dezember desselben Jahres ein Diskussionspapier mit öffentlicher Anhörung zur Verfügung. 2754 Unterstützer fand das Vorhaben und der Geographic Board legte den zukünftigen Namen fest. Nach einer Investition von 2,5 Mio. $NZ für Reparaturarbeiten wurde im Juli 2014 das OK der Ministerin für den Start des Conservation Parks gegeben. Im April 2015 erfolgte dann die Eröffnung des Parks.

## Flora und Fauna
Great Barrier Island war ursprünglich mit Kauri-Bäumen bewachsen, doch die europäischen Einwanderer holzten große Teiles des Waldes ab. Die heutigen Wanderwege im Wald waren zum Teil die Einschlagsrouten der Waldarbeiter. In einigen Bereichen ist der Kauri-Wald noch existent, doch die Bäume werden durch den Pilz Phytophthora agathidicida bedroht, der die Wurzeln des Baumes angreift und ihn absterben lässt.
Kānuka-Bäume und Mānuka-Büsche dominieren heutzutage die Landschaft, doch auch Bäume, wie Pōhutukawa, Taraire, Puriri und der Kauri haben sich wieder ausgebreitet. Auch Pflanzen, die normalerweise durch den Verbiss von Tieren gefährdet sind, wie die Kirk’s daisy, die Pimelea tomentosa und der Sand-Tussock, haben auf der Insel überlebt. Drei Pflanzen kommen nur auf der Insel vor, wie eine Unterart der Hebe, die prostrate kānuka und die Great Barrier tree daisy.
Des Weiteren ist die Insel Heimat von dreizehn verschiedenen Arten von Skinke und Geckos und der einzigen Art eines auf einer Insel vorkommenden Hochstetter-Frosches. Ebenso sind einige in Neuseeland selten vorkommende Vogelarten auf der Insel zu finden. Hier ist besonders der braune und sehr laute North Island Kākā zu nennen, der bevorzugt in den Wäldern zu finden ist.